# Euagrotis tenuescens
Euagrotis tenuescens là một loài bướm đêm trong họ Noctuidae.